# Championnats du monde d'aquathlon 2012
Navigation
Édition précédente Édition suivante
Les championnats du monde d'aquathlon 2012, quinzième édition des championnats du monde d'aquathlon, ont lieu le 17 octobre 2012 à Auckland, en Nouvelle-Zélande.

## Résultats

### Élite
Distances parcourues
| Distances course (kilomètres) | Distances course (kilomètres) | Distances course (kilomètres) |
| Course à pied                 | Natation                      | Course à pied                 |
| ----------------------------- | ----------------------------- | ----------------------------- |
| 2,5                           | 1                             | 2,5                           |

| Rang               | Athlète           | Pays        | Temps       |
| ------------------ | ----------------- | ----------- | ----------- |
| Médaille d'or      | Richard Varga     | Slovaquie   | 28 min 32 s |
| Médaille d'argent  | Richard Stannard  | Royaume-Uni | 29 min 34 s |
| Médaille de bronze | Ognjen Stojanović | Serbie      | 30 min 12 s |

| Rang               | Athlète       | Pays             | Temps       |
| ------------------ | ------------- | ---------------- | ----------- |
| Médaille d'or      | Nicky Samuels | Nouvelle-Zélande | 33 min 2 s  |
| Médaille d'argent  | Emma Davis    | Irlande          | 34 min 23 s |
| Médaille de bronze | Tea Milos     | Croatie          | 34 min 54 s |